# 割賦販売
割賦販売（かっぷはんばい、わっぷはんばい）とは、売買代金の支払いを分割して支払うことを条件とした販売方式。支払間隔に応じて週賦・旬賦・月賦・年賦などの方法がある。消費者信用のうちの、販売信用の一つ。
先に代金を支払う前払い式と、あとから代金を支払う方式がある。
単に用途自由な借金などで資金を準備し、支払いをする方法もあるが、本稿では言及しない。

## 概要
古くから高価な土地や家屋の売買に用いられることがあったが、本格的に採用されるようになったのは、1807年にアメリカの家具販売業者「クーパースエイド・アンド・サン商会」が採用したのが最古の例とされている。1850年代以後、ミシンのシンガーや農機具のマコーミック（現在のケースIH）などが次々にこの方式を導入し、潜在需要はあるものの経済的事情によって購入が進まない商品の販売に役立つことになった。1919年にはゼネラルモーターズが割賦販売専門の金融会社を創設するなど、一般家庭にも割賦販売による耐久消費財の購入が進み、1920年代のアメリカの消費文化を支えることとなった。

### 日本における概要
日本では江戸時代に伊予国の桜井漆器（現在の愛媛県今治市で生産された漆器）を瀬戸内海沿岸に販売するために農閑期に「椀船」と呼ばれる船に漆器を乗せて販売し、翌年に代金を回収するという仕組が採られた。この仕組みをさらに進めて、漆器や呉服の月賦販売を開始したのが伊予出身の実業家田坂善四郎であった。こうした販売方式は西日本や上方で知られるようになり、明治に入り割賦販売を専門的に行う月賦百貨店が成立した。月賦百貨店は当初は西日本を拠点としていたが、大正期に入ると東京方面にも進出を開始した。
小林一三は1910年に新しく開業する箕面有馬電気軌道（現在の阪急電鉄）の沿線の池田にて月賦販売による住宅の分譲販売を行い成功を収めた。
1923年の関東大震災後の再建とアメリカの割賦販売による消費文化の情報到来が重なったこともあり、1920年代には新興中産階級を中心に割賦販売による耐久消費財の購入が盛んになった。
太平洋戦争開戦後、経済が統制され割賦販売はいったん姿を消す。だが、戦後になると国民の物への渇望、朝鮮戦争を契機とした特需による景気の回復、物価の安定などを背景に割賦販売は再び息を吹き返す。衣類不足を背景としたミシンの前払い式割賦販売など、耐久消費財を中心に割賦販売は盛んに行われていく。
その後、割賦購入あっせんの発達に伴い、割賦販売は下火となっていく。また、前払い式割賦販売は当該販売を行っていた企業への倒産懸念などから割賦販売法により規制されるようになった。

## 方式

### 後払い式
購入者が対象商品を手にした後、代金を分割して支払う形態。
比較的高額な耐久消費財（自動車、電気製品など）や不動産、各種サービス（指定自動車教習所、語学教室、エステティックサロンなど）を対象に、一般に広く行われている。

### 前払い式
購入者があらかじめ代金を分割して販売者に払い込み、一定の金額に達した時点で対象商品を受け取る形態。一般に積立購入とも呼ばれる形態。
戦後から1970年代までミシンや電気製品、寝具、冠婚葬祭費用（いわゆる互助会、友の会）などを対象に行われたが、会社が倒産し、払い込んだ代金が返金されず商品も引き渡されない事態が続発したため、法規制が強化されてこの形態は減少している。2019年時点では百貨店の友の会、大手旅行会社による旅行積み立てが一部に存在する。

## その他
- 月賦（げっぷ）という名称は、月払いを指すが、当初は税金や借金の返済に対して使われる言葉であり、販売信用で使われる言葉ではなかった[1]。

- 割賦という言葉は、割賦販売法から生まれた。当時の議論の中で「既に月賦という言葉が広く浸透しているのだからそれを使えばよい」という意見と「分割払いは年払いなどもあるから適切ではない」などの論争の末に、分割の割と月賦の賦を合わせて、割賦という言葉が生まれた。読み方は、「かっぷ」の他に「わっぷ」と読む場合もあったが、割賦販売法案の国会提出の際に「かっぷ」に統一された[1]。

- 分冊百科という販売方法は購入資金ではなく、百科事典という製品そのものを分割して販売する手法である。イタリアの出版社であるデアゴスティーニが、百科事典を分冊・再編集・廉価化し定期刊行したのが起源である。

- 日本で初めて月賦販売を開始したのは伊予商人の田坂善四郎が明治後期に九州で行ったものとされているが、実際には田坂よりも先に東京の鈴木篤右衛門が行っている。田坂の店で働いた店員たちがその後独立して月賦業界の重鎮となっていったため、月賦販売の第一人者は田坂というのが通説となった。